# Jeisson Palacios Murillo
Jeisson Andrés Palacios Murillo (Carepa, Antioquia; 20 de marzo de 1994) es un futbolista colombiano. Juega como defensa central en el Nashville S. C. de la MLS canadoestadounidense.